# Lago Claire
Il lago Claire è il più grande lago completamente compreso entro i confini della provincia canadese dell'Alberta. Si trova all'interno del Parco nazionale Wood Buffalo, a ovest del lago Athabasca, lago più grande ma parzialmente nel territorio del Saskatchewan.
Tra gli immissari del lago i principali sono i fiumi Birch e McIvor. Le acque del Claire poi si versano verso il fiume Peace.